# Alin Artimon
Dănuț Alin Artimon (ur. 31 sierpnia 1971 roku w Timișoarze), rumuński piłkarz, występujący na pozycji obrońcy, i trener piłkarski. We wrześniu 1989 roku w wieku osiemnastu lat zadebiutował w Divizii A; był wówczas zawodnikiem Steauy Bukareszt, gdzie grał jeszcze przez dwa lata. Od 1992 roku występował przede wszystkim w klubach ze swojej rodzinnej Timișoary - Politehnice oraz drugoligowych UMT i CFR, w którym łącznie spędził cztery sezony, w tym jeden - 1998–1999 - w trzeciej lidze. Piłkarską karierę zakończył w 2000 roku w Drobecie Turnu Severin. Rozegrał jeden mecz w reprezentacji olimpijskiej Rumunii.
Po zakończeniu kariery piłkarskiej rozpoczął pracę szkoleniową. Początkowo był asystentem. Jako pierwszy trener zadebiutował w sezonie 2004–2005 w Apulumie Alba-Iulia, którego jednak nie zdołał utrzymać w ekstraklasie. Później był opiekunem młodzieży w Politehnice Timișoara, a od listopada 2006 do maja 2007 roku pracował jako szkoleniowiec drużyny seniorów. Doprowadził ją do finału Pucharu Rumunii.

## Sukcesy piłkarskie
- wicemistrzostwo Rumunii 1990 i 1991 ze Steauą Bukareszt
- awans do Divizii A w sezonie 1997–1998 z FC Onești

## Sukcesy szkoleniowe
- finał Pucharu Rumunii 2007 z Politehnicą Timișoara